# Heliodor Święcicki

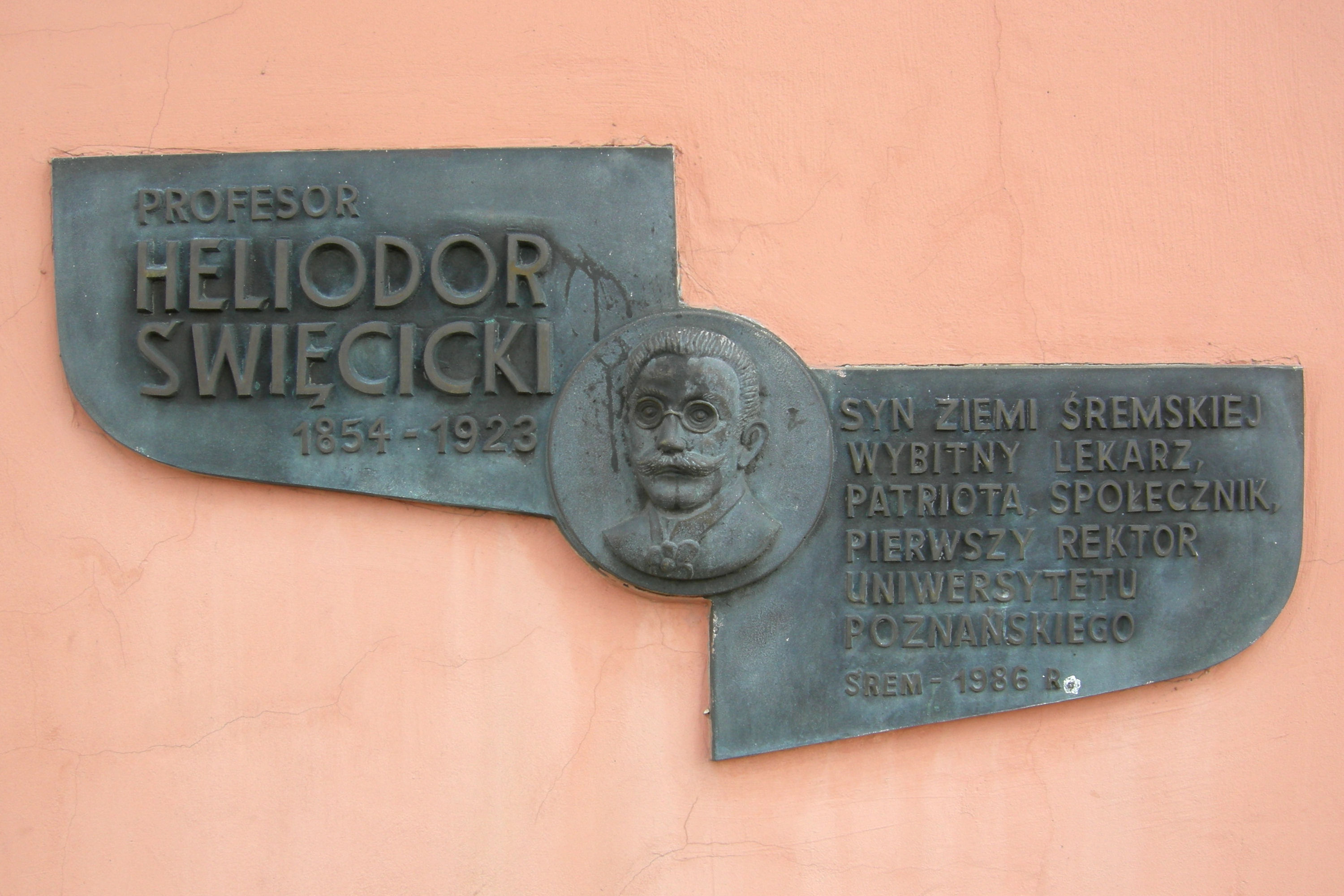
Tablica pamiątkowa na gmachu Biblioteki Publicznej im. Heliodora Święcickiego w Śremie „Profesor Heliodor Święcicki – Syn ziemi śremskiej, lekarz, patriota, społecznik, pierwszy rektor Uniwersytetu, Śrem 1986”

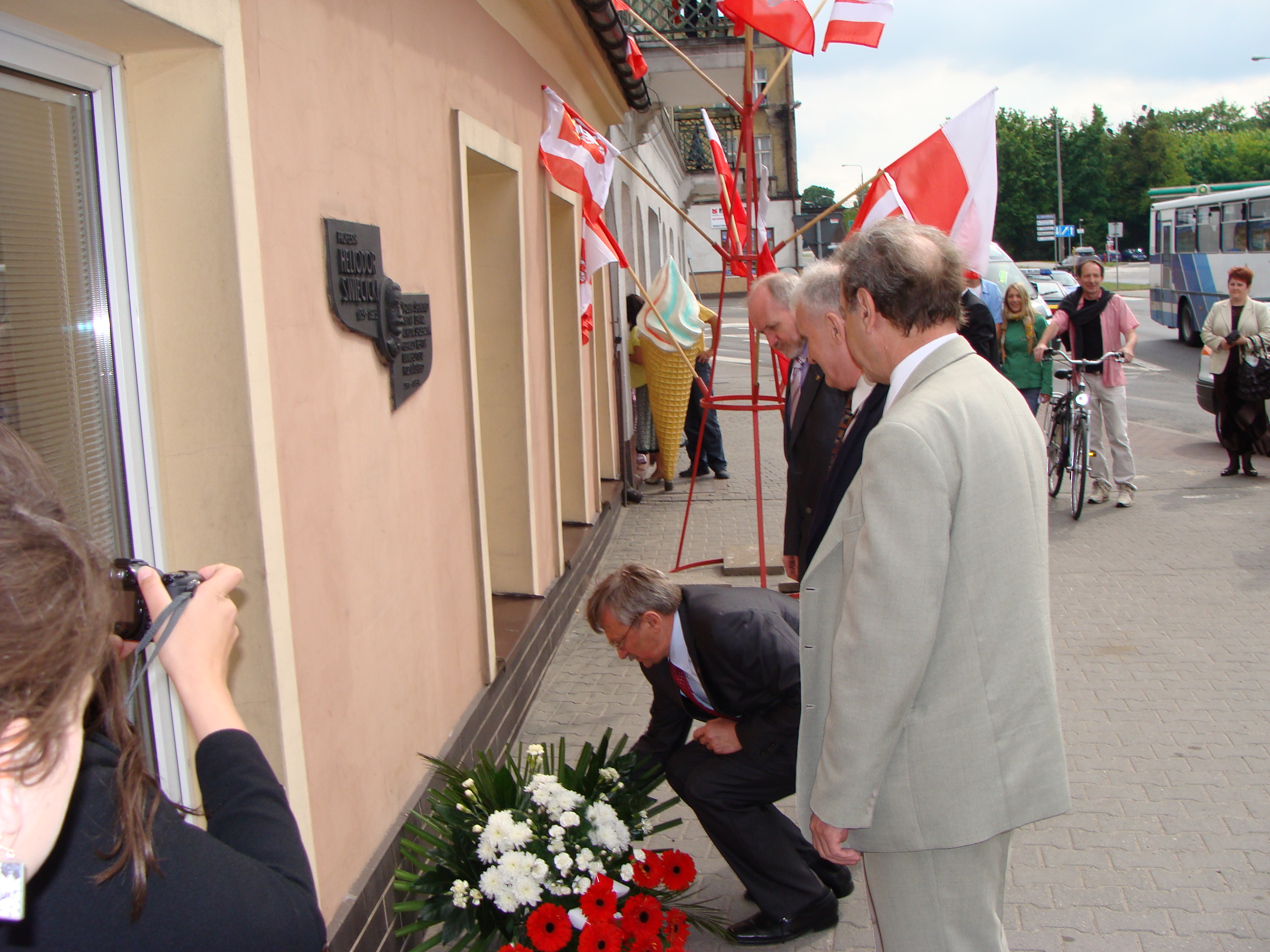
Obchody 90-lecia Uniwersytetu im. Adama Mickiewicza w Poznaniu, złożenie kwiatów przez rektora UAM prof. dr. hab. Bronisława Marciniaka pod tablicą pamiątkową Heliodora Święcickiego w Śremie, 10 maja 2009

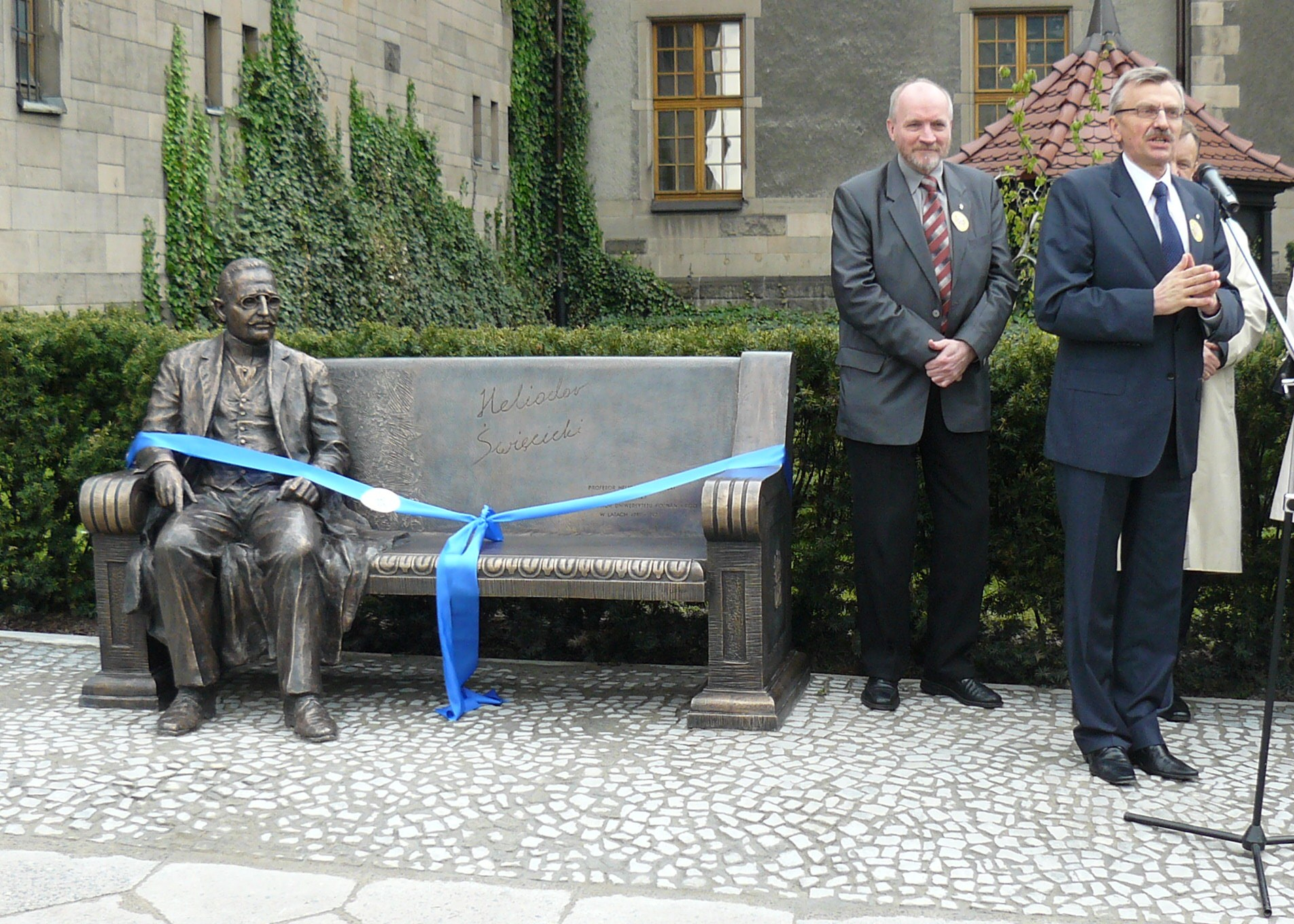
Przemówienie rektora UAM prof. dr. hab. Bronisława Marciniaka podczas uroczystości odsłonięcia pomnika – Ławeczki Heliodora Święcickiego przed budynkiem Collegium Minus UAM, 8 maja 2010

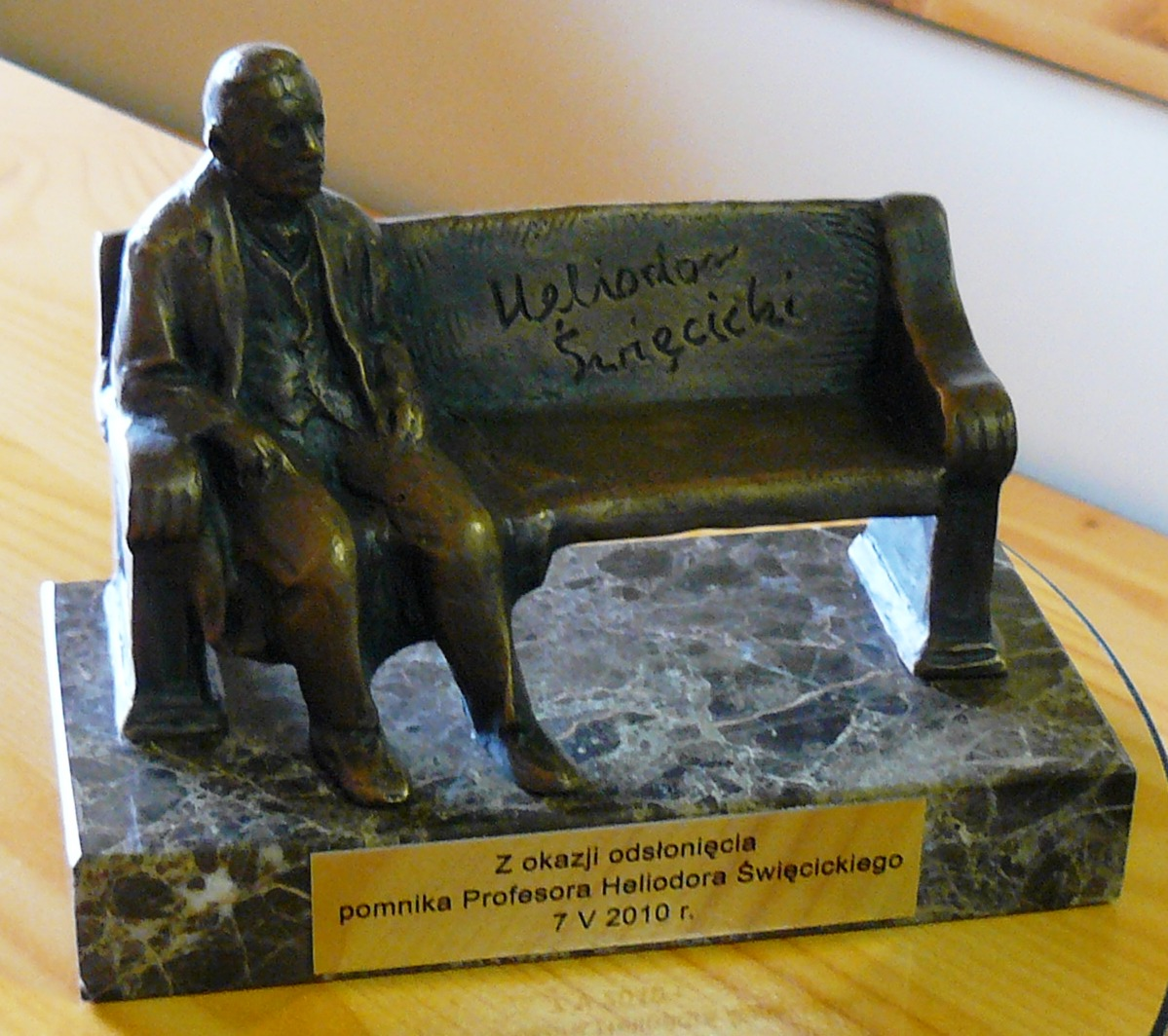
Miniatura Ławeczki Heliodora Święcickiego w Poznaniu

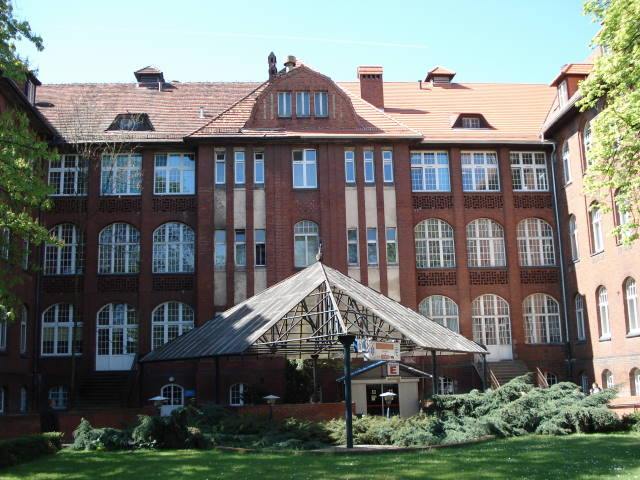
Szpital Kliniczny im. Heliodora Święcickiego w Poznaniu

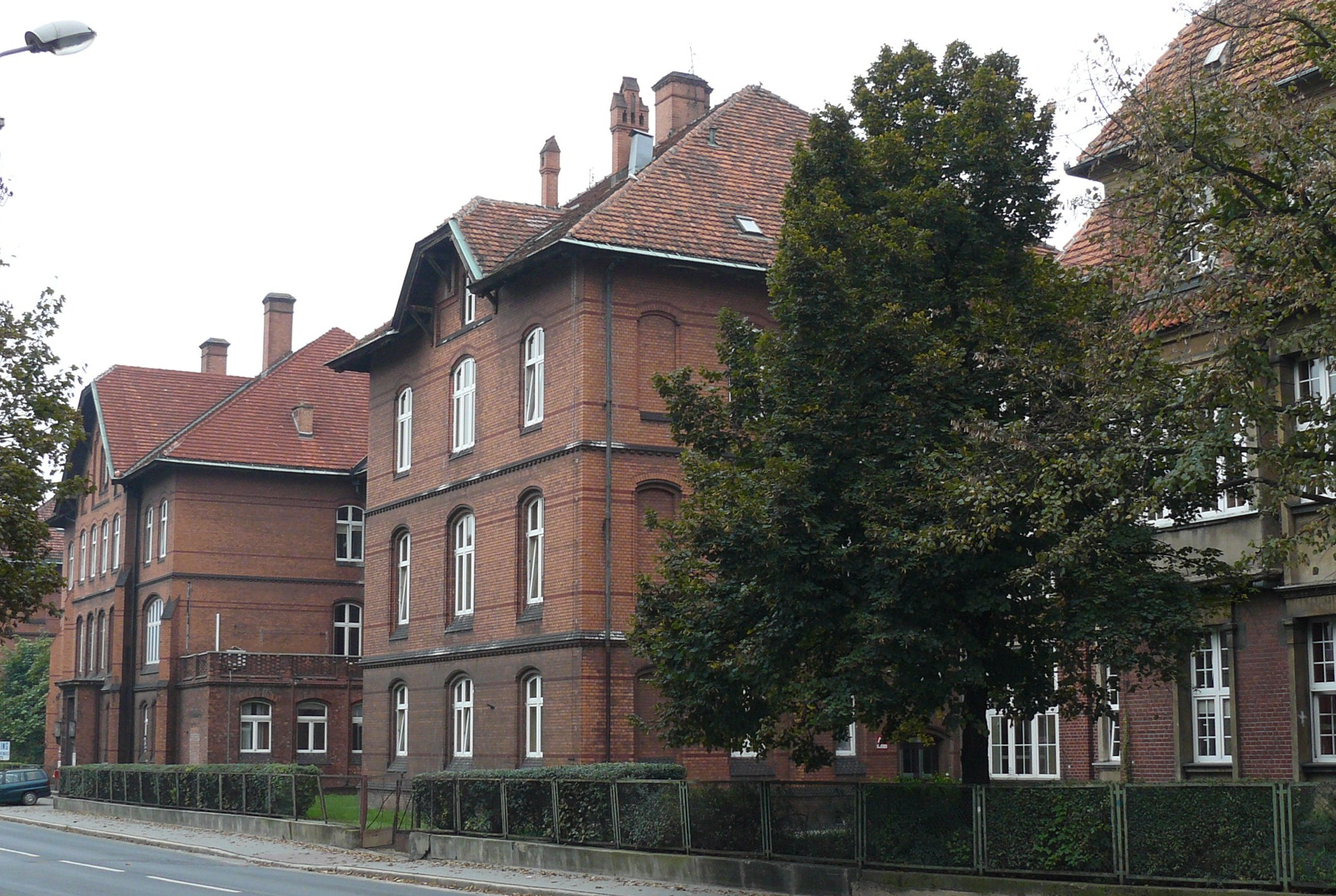
Ginekologiczno-Położniczy Szpital Kliniczny im. Heliodora Święcickiego Uniwersytetu Medycznego im. Karola Marcinkowskiego w Poznaniu

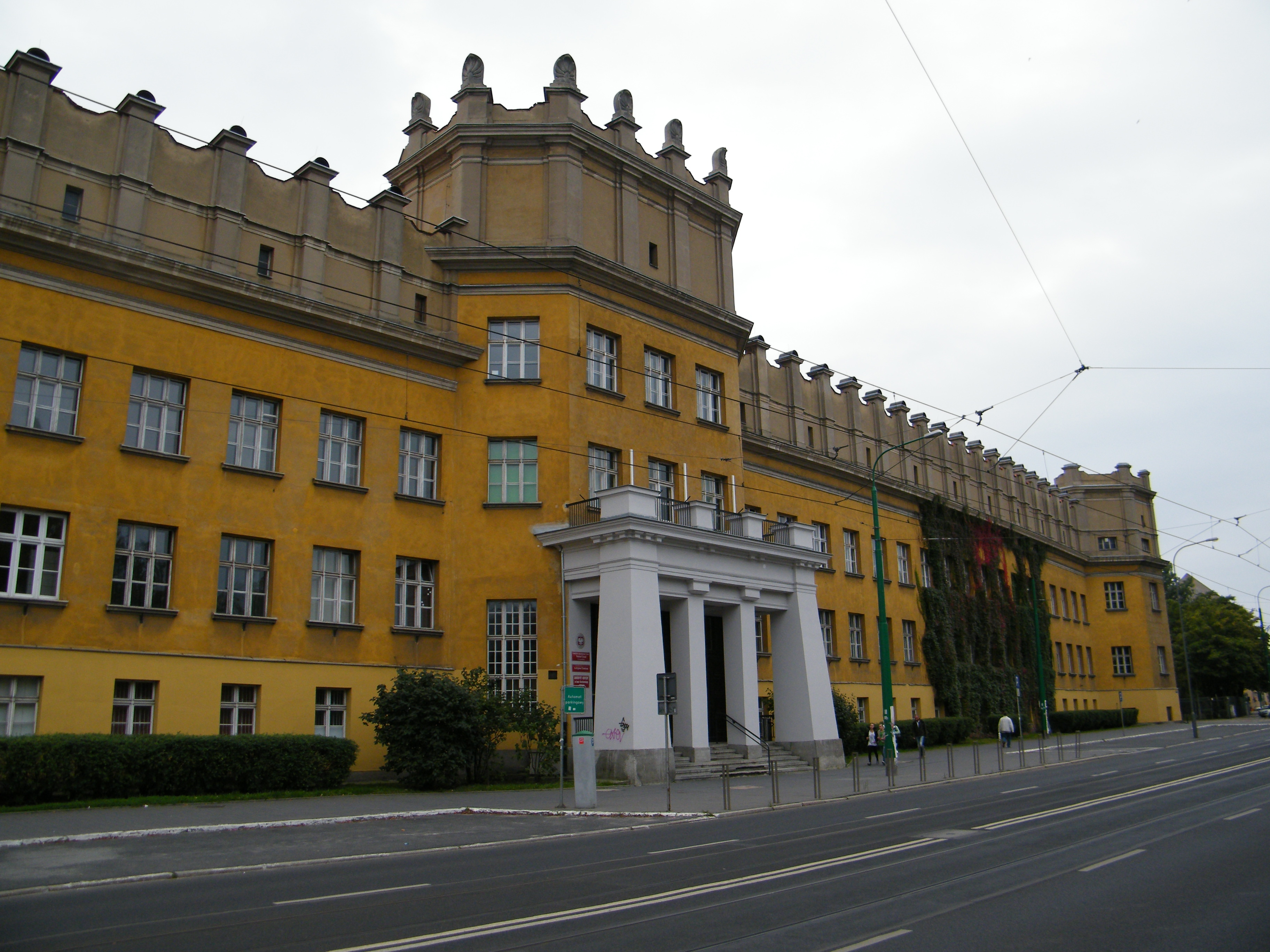
Collegium Heliodori Święcicki w Poznaniu

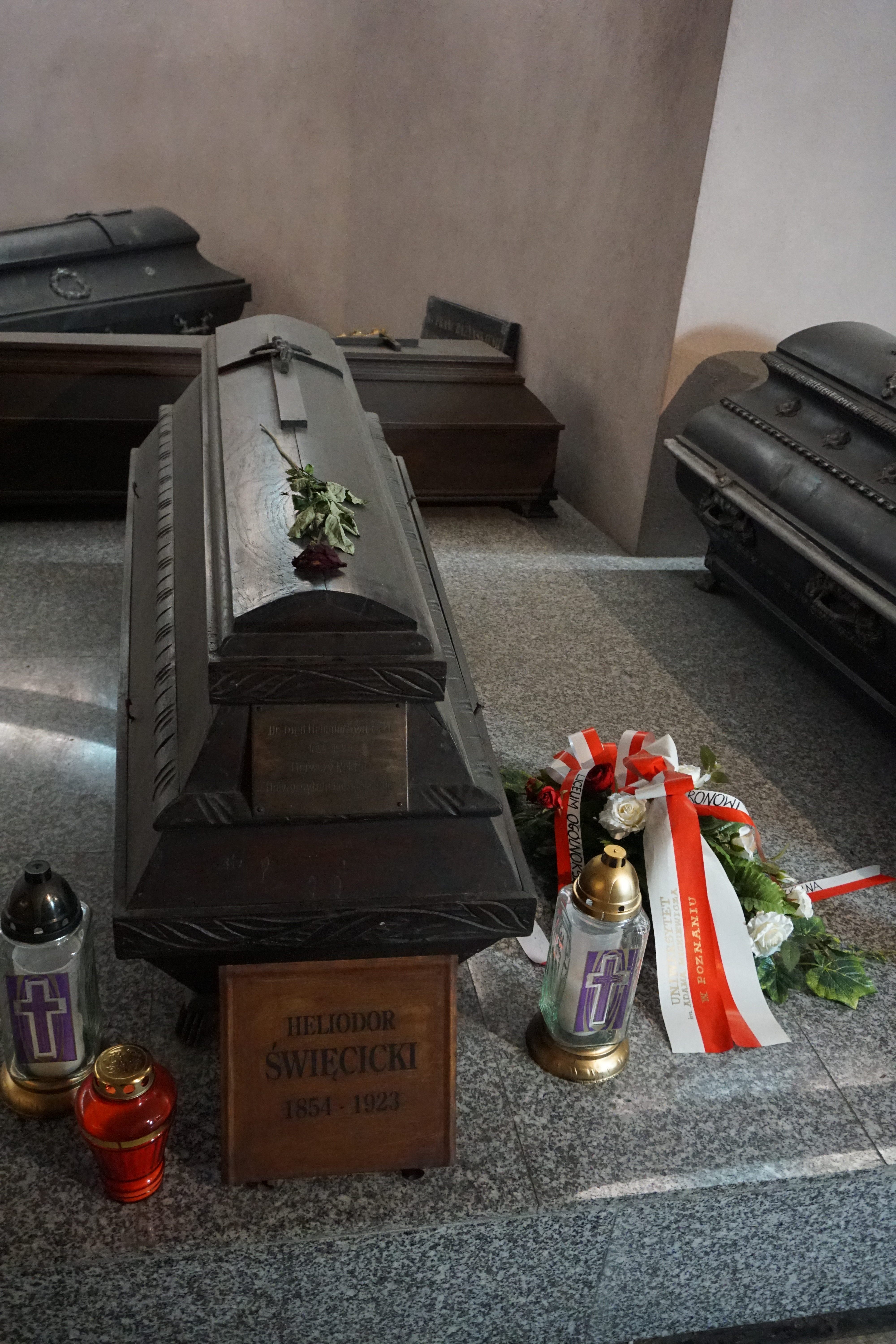
Trumna z prochami prof. Heliodora Święcickiego w krypcie Zasłużonych Wielkopolan

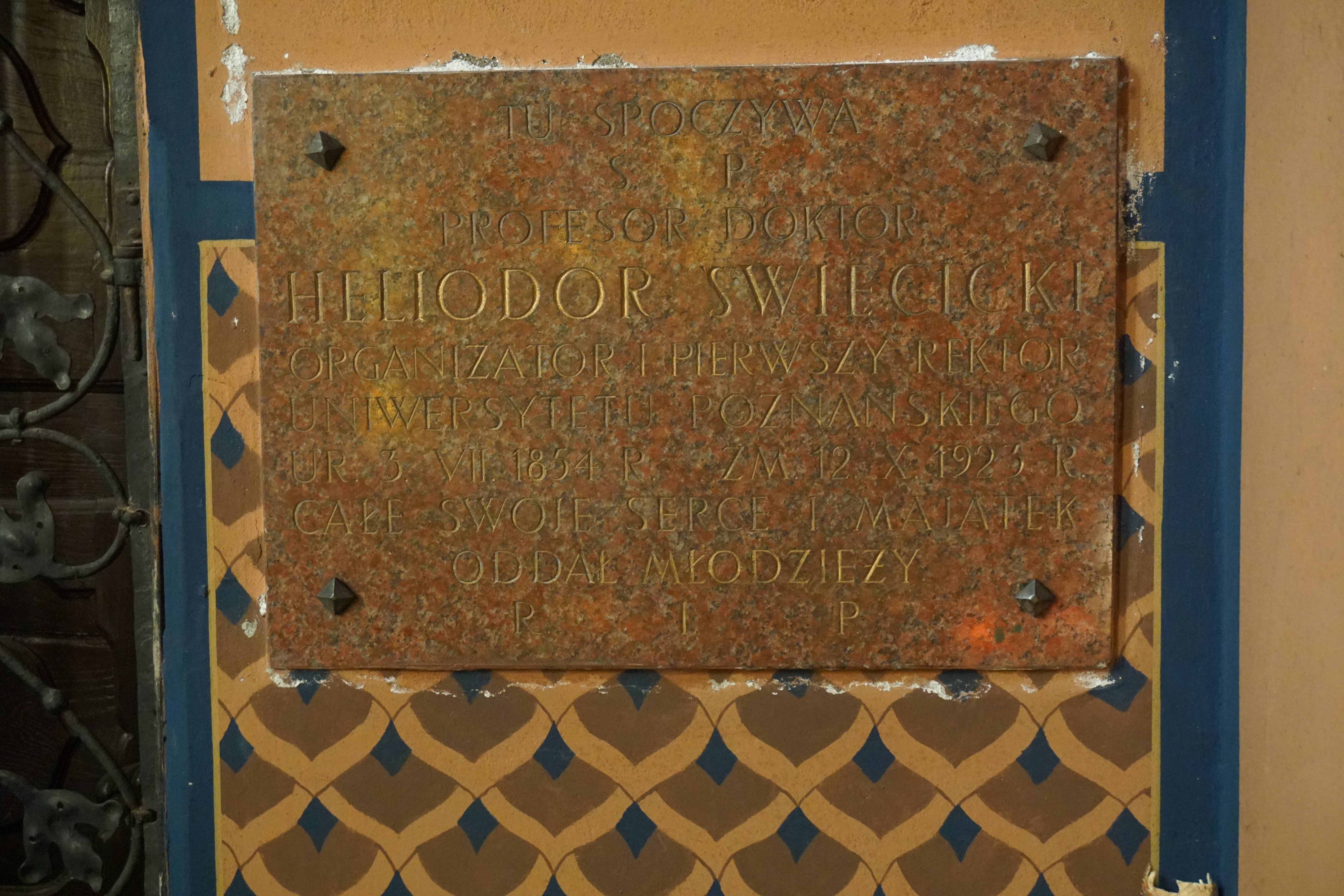
Epitafium w kaplicy św. Antoniego kościoła św. Wojciecha w Poznaniu

Heliodor Święcicki (ur. 3 lipca 1854 w Poznaniu, zm. 10 lub 12 października 1923 tamże) – polski lekarz ginekolog, społecznik, filantrop, założyciel i pierwszy rektor Wszechnicy Piastowskiej (od 1920 Uniwersytetu Poznańskiego).

## Życiorys
Był drugim w kolejności z sześciorga dzieci lekarza śremskiego, Tadeusza Święcickiego, pochodzącego z Oczkowic (między Kobylinem a Rawiczem) i Doroty z Korytowskich z Goszczanowa (ówczesny powiat turecki).
Z licznego rodzeństwa w latach 1861–1865 zmarły dwie siostry, Zofia i Maria, oraz jedyny brat, Ignacy. W 1872 stracił oboje rodziców, a w początkach 1873 – starszą siostrę, Ofelię. Z całej piątki rodzeństwa pozostała przy życiu tylko jego najmłodsza siostra Wanda (1862–1909). Opiekę nad rodzeństwem sprawowali zaprzyjaźnieni sąsiedzi.

## Kariera naukowa
Ukończył szkołę powszechną i Gimnazjum klasyczne w Śremie w 1873. Podczas nauki w szkole był aktywnym członkiem Towarzystwa Tomasza Zana.
Następnie, śladem swego ojca, rozpoczął studia lekarskie na Uniwersytecie we Wrocławiu, które ukończył w 1877 uzyskując doktorat z medycyny i chirurgii za rozprawę na temat pielęgnowania i chorób dzieci u starożytnych Greków. Podczas studiów działał w Towarzystwie Literacko–Słowiańskim. W latach 1879–1883 specjalizował się w dziedzinie ginekologii i położnictwa w Lipsku, Dreźnie, Berlinie, Jenie oraz Erlangen.
W 1883 osiadł w Poznaniu, gdzie obok prywatnej praktyki pracował jako asystent w Zakładzie Położniczym św. Elżbiety. Działał również w Poznańskim Towarzystwie Pomocy Naukowej, pracując jako bibliotekarz (1883–1887), przewodniczący komitetu PTPN (1885–1904), redaktor „Roczników PTPN” (1888–1903), a później „Nowin Lekarskich” będących pismem wydziału lekarskiego Towarzystwa. W 1911 został wiceprezesem, a 1915 prezesem Poznańskiego Towarzystwa Przyjaciół Nauk. Jego działalność społeczna obejmowała również długoletnią pracę w Towarzystwie Dobroczynności św. Wincentego à Paulo oraz radzie nadzorczej „Dziennika Poznańskiego”. Oprócz tego we własnym zakresie przez szereg lat opiekował się polską biedotą otaczając ją pomocą materialną i zapewniając dostęp do książek w języku polskim.
Bardzo zły poziom opieki zdrowotnej wśród podopiecznych sprawił, że stał się pierwszym wśród polskich lekarzy dążącym do powołania instytucji pielęgniarki środowiskowej. Jego praca naukowa obejmowała niemal 200 artykułów i rozpraw naukowych z zakresu etiologii i leczenia chorób ginekologicznych oraz anatomii i patologii ogólnej. Najgłośniejszą jednak stała się wydana po raz pierwszy w Poznaniu w 1911 rozprawa O estetyce w medycynie. Był również członkiem wielu krajowych i zagranicznych towarzystw lekarskich i naukowych, m.in. członkiem Polskiej Akademii Umiejętności w Krakowie. Zajmował się także filozofią medycyny i należał do polskiej szkoły filozofii medycyny.
W 1900 otrzymał tytuł doktora honoris causa Uniwersytetu Jagiellońskiego, a w 1912 w uznaniu jego wiedzy i osiągnięć rząd pruski przyznał mu tytuł profesora.
W chwili odzyskania niepodległości rozpoczął starania o powstanie Uniwersytetu Poznańskiego. Na XX posiedzeniu Komisji Uniwersyteckiej w dniu 5 kwietnia 1919 nastąpił wybór Święcickiego na pierwszego Rektora Uniwersytetu Poznańskiego. Na tym samym zebraniu, na wniosek prof. M. Sobeskiego, nastąpiło również mianowanie Święcickiego na profesora zwyczajnego Wydziału Lekarskiego UP. Był on aż sześciokrotnie wybierany na rektora tzw. Wszechnicy Piastowskiej, która w 1920 przyjęła nazwę Uniwersytetu Poznańskiego, i funkcję tę pełnił aż do swojej śmierci (w 1921 powołał jeszcze fundację „Nauka i Praca” mającą na celu wspieranie polskich uczonych i młodzieży z terenu całego kraju).
Był przewodniczącym Komitetu Obrony Narodowej Województwa Poznańskiego w Poznaniu w 1920.

## Śmierć
Zmarł w piątek 12 października 1923 w Poznaniu.
Początkowo został pochowany w grobowcu rodzinnym na cmentarzu przy parafii św. Marii Magdaleny przy ul. Bukowskiej w Poznaniu. 14 listopada 1946 szczątki jego przeniesiono na tzw. Skałkę Poznańską, do krypty Zasłużonych Wielkopolan kościoła św. Wojciecha w Poznaniu.

Ciężko zaczął się dla Uniwersytetu rok akademicki 1923/24. Kiedy powróciliśmy z wywczasów letnich, aby z początkiem września stanąć ze świeżemi siłami do zwykłych prac i zajęć, strwożyła nas wieść przesmutna. Dowiedzieliśmy się, że Ten, który nigdy spoczynku sobie nie dawał, którego przywykliśmy w dobrej i złej doli widzieć na czele naszej szkoły od pierwszych chwil jej istnienia, opuścił swe obowiązki rektorskie złożony ciężką niemocą, że zachorzało w nim serce, które było jakgdyby głównym tej organizacji duchowej składnikiem, że choroba jest groźna, a wynik jej niepewny, I zaczął się odtąd ten 1 1/2 miesiąca trwający okres ciężkiego, niespokojnego oczekiwania, w którym co dzień w opinjach kolegów lekarzy, oddających na usługi chorego całą swą wiedzę i sztukę, szukaliśmy promienia nadziei, bo nie mogliśmy pogodzić się z myślą, że to, co nieuniknione, stać się musi. Aż nadszedł wreszcie ten pamiętny piątek, którego dzień dzisiejszy ścisłą jest rocznicą. Gdy wczesnym rankiem stało się wiadomem, że Heljodor Święcicki nie żyje, zrozumieliśmy, że stało się coś więcej od zwykłego odejścia jednego z profesorów akademickiej szkoły. Zdaliśmy sobie sprawę z tego, że Uniwersytet stracił na zawsze właściwego duchowego kierownika, który jako jego twórca wytknął mu drogi rozwoju, a społeczeństwo jedną z najbardziej świetlanych postaci, oddanych w całości służbie idei i narodu. I kiedy zwłoki drogiego nam Zmarłego wyniesiono z auli na miejsce dobrze zasłużonego spoczynku, kiedy nad Jego mogiłą pochyliły się uniwersyteckie berła, składaliśmy w głębi naszych serc, bez słów, bo na słowa nam nie pozwolił, uroczyste ślubowanie, że z Jego duchowej spuścizny nic nie uronimy, a na fundamentach przez Niego założonych, w kierunku przez Niego wskazanym dalej pracować będziemy.

Żałoba po śmierci Heliodora Święcickiego na Uniwersytecie trwała rok. W tym czasie odstąpiono od organizowania wszelkich uroczystości – jedyny wyjątek stanowiły uroczyste obchody 7 maja 1924 5. rocznicy powstania uczelni, które w całości poświęcono pamięci jego założyciela i pierwszego rektora. W gmachu Collegium Minus UAM odsłonięto tablicę pamiątkową – symbol wdzięczności, autorstwa Marcina Rożka.

## Życie prywatne
Był żonaty z Heleną z Dąmbskich z Goszczanowa (1847–1901), wdową po Gustawie Zaborowskim. Nie pozostawił potomstwa.

## Odznaczenia
- Krzyż Oficerski Orderu Odrodzenia Polski – „za zasługi, położone dla Rzeczypospolitej Polskiej na polu nauki i pracy obywatelskiej" (13 lipca 1921, jako jeden z pierwszych 15 osób odznaczonych orderem "Odrodzenia Polski")[14][15][16]
- Krzyż Komandorski z Gwiazdą Orderu Odrodzenia Polski – pośmiertnie (31 grudnia 1923)[17]

## Upamiętnienie
Heliodora Święcickiego upamiętnia:
- Collegium Heliodori Święcicki w Poznaniu,
- Szpital Kliniczny im. Heliodora Święcickiego Uniwersytetu Medycznego im. Karola Marcinkowskiego w Poznaniu[18] (do 2022),
- Ginekologiczno-Położniczy Szpital Kliniczny im. Heliodora Święcickiego Uniwersytetu Medycznego im. Karola Marcinkowskiego w Poznaniu[19] (od 2023),
- Biblioteka Publiczna im. Heliodora Święcickiego w Śremie[20],
- Liceum Ogólnokształcące im. Heliodora Święcickiego w Międzyrzeczu[21],
- Sala im. Heliodora Święcickiego w budynku Ginekologiczno-Położniczego Szpitala Klinicznego Uniwersytetu Medycznego im. Karola Marcinkowskiego w Poznaniu[22],
- popiersie w Collegium Minus w Poznaniu,
- ulica w Poznaniu,
- Ławeczka Heliodora Święcickiego w Poznaniu,
- Ławeczka Heliodora Święcickiego w Śremie
- monety okolicznościowe tzw. Heliodory wybite z okazji odsłonięcia Ławeczki Heliodora Święcickiego w Poznaniu[23][24],
- medal autorstwa Jana Wysockiego 1923 r., Aw: Popiersie w stroju ceremonialnym i napis w otoku, Rw: Budynki Uniwersytetu, niżej napis PIERWSZEMU REKTOROWI UNIWERSYTETU POZNAŃSKIEGO, niżej tarcza z dwoma berłami i daty 1919–1923[25],
- medal autorstwa Jana Wysockiego 1923 r., Aw: Popiersie w stroju ceremonialnym i napis w otoku, Rw: Postać nagiego młodzieńca pijącego wodę ze źródła, na dole napis VNIVERSITATIS POSNANIENSIS/PRAEMIVM[25].
- Znaczek pocztowy o nominale 8,40 zł wydany w 2019 r. przez Pocztę Polską w nakładzie 100 tys. sztuk z okazji setnej rocznicy utworzenia Uniwersytetu Poznańskiego[26].
- Złota moneta kolekcjonerska o nominale 100 złotych oraz srebrna moneta kolekcjonerska o nominale 10 złotych wydane w 2019 r. przez Narodowy Bank Polski z okazji 100-lecia utworzenia Uniwersytetu Poznańskiego[27].